# Епархия Кундиавы
 Епархия Кундиавы (лат. Dioecesis Kundiavana) — епархия Римско-католической церкви c центром в городе Кундиава, Папуа – Новая Гвинея. Епархия Кундиавы входит в митрополию Маунт-Хагена. Кафедральным собором епархии Кундиавы является собор Пресвятой Девы Марии.

## История
18 июня 1982 года Римский папа Иоанн Павел II выпустил буллу Ex quo in Papua, которой учредил епархию Кундиавы, выделив её из епархии Гороки.

## Ординарии епархии
- епископ  William Joseph Kurtz (8.06.1982 — 15.10.1999 — назначен вспомогательным епископом Маданга);
- епископ Johannes Henricus J. Te Maarssen (10.05.2000 — 12.01.2009);
- епископ Anton Bal (12.01.2009 — 26.07.2019 — назначен архиепископом Маданга);
- епископ Paul Sundu (3.04.2021 — по настоящее время).

## Источник
- Annuario Pontificio, Ватикан, 2007
- Булла Ex quo in Papua  (лат.)